# Ultime Combat (film, 2008)
Pour les articles homonymes, voir Ultime Combat.
Pour plus de détails, voir Fiche technique et Distribution.
Ultime Combat (Ring of Death) est un film américain réalisé par Bradford May, sorti en 2008.

## Synopsis
Une prison de haute sécurité attire l'attention du FBI après qu'une recrudescence des meurtres violents entre détenus fut constatée. Un ancien policier, Burke Wyatt, est rappelé afin d'infiltrer la prison et de découvrir ce qu'il s'y passe. Il s'avère, en réalité, que des combats à morts entre prisonniers sont organisés.

## Fiche technique
- Titre : Ultime Combat
- Titre original : Ring of Death
- Réalisation : Bradford May
- Genre : Action
- Durée : 90 minutes
- Pays de production :  États-Unis
- Langue : anglais
- Dates de sortie : États-Unis : 8 septembre 2008 au cinéma

## Distribution
- Johnny Messner : Burke Wyatt
- Stacy Keach : Warden Carl Golan
- Charlotte Ross : Mary Wyatt
- Frank Sivero : Tommy Micelli
- Sam McMurray : Wheaton
- Uriah Shelton : Tommy Wyatt
- Michael McGrady : l'officier Colson
- Derek Webster : l'agent Steve James
- Grant Sullivan : O'Reilly